# Cuanza Norte (tỉnh)

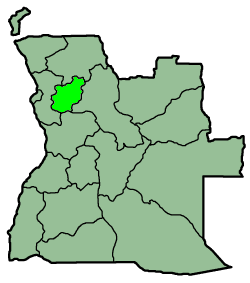
Map of Angola with the province highlighted

Cuanza Norte là một tỉnh của Angola. N'Dalantando là tỉnh lỵ. Tỉnh này có diện tích 24.110 km² và dân số khoảng 400.000 người. Theo thống kê của Chính phủ Mỹ, dân số năm 1988 của tỉnh này là 365.100 người và chỉ có 18.000 người sống ở thành thị. Manuel Pedro Pacavira sinh ra ở đây. Các đô thị trong tỉnh này gồm Cazengo, Dembos, Bula Atumba, Bolongongo, Ambaca, Quiculungo, Samba Caju, Banga, Gonguembo, Pango Aluquem, Cambambe, Golungo Alto và Lucala. Đập Capanda cũng nằm ở đây.
Cuanza Norte nằm ở bờ bắc của sông Cuanza.